# Verfassungsrat Kasachstans
Der Verfassungsrat Kasachstans (kasachisch Қазақстан Конституциялық Кеңесі, russisch Конституционный совет Республики Казахстан) war ein Verfassungsorgan, welches zwischen 1995 und 2023 die judikative Gewalt, in Bezug auf die Überwachung der Verfassung, in Kasachstan innehatte. Nach einem Verfassungsreferendum 2022 wurde er aufgelöst und durch das Verfassungsgericht ersetzt.

## Bildung des Verfassungsrates
Der Verfassungsrat bestand aus sieben Mitgliedern. Der Präsident Kasachstans ernannte den Vorsitzenden und zwei weitere Mitglieder des Verfassungsrates. Der Senat und Mäschilis wählten je zwei Mitglieder. Die Mitglieder wurden auf sechs Jahre einberufen, wobei die Hälfte der Mitglieder in drei Jahren ersetzt wurde. Die ehemaligen Präsidenten waren bis zu ihrem Tod Mitglieder des Verfassungsrates.

## Funktion des Verfassungsrates
An den Verfassungsrat konnten sich der Präsident, der Vorsitzende des Senats, der Vorsitzende der Mäschilis, nicht weniger als ein Fünftel der Gesamtzahl der Abgeordneten im Parlament, der Premierminister oder ein Gericht (bei Verstoß gegen die Verfassung oder Menschen und Bürgerrechte) wenden.
Nach dem Artikel 72 der Verfassung Kasachstans verfolgte der Verfassungsrates folgende Aufgaben:
- Überprüfung der Durchführung der Wahl des Präsidenten, der Parlamentsabgeordneten und der Durchführung von republikanischen Referenden
- Überprüfung der Gesetzesvorschläge des Parlaments
- Überprüfung der Einhaltung der Verfassung durch das Parlament und deren Kammern
- Überprüfung der Einhaltung internationaler Verträge vor ihrer Ratifizierung
- Aufzeigen der richtigen Benutzung der Verfassung
- Stellungnahme zur Einhaltung der Freistellung oder Entlassung des Präsidenten aus dem Amt (keine spezielle Einberufung des Rates nötig)[3]

## Vorsitzende
| Nr. | Name         | Lebensdaten | Amtszeit (Beginn) | Amtszeit (Ende)   |
| --- | ------------ | ----------- | ----------------- | ----------------- |
| 1   | Juri Kim     | 1940–2000   | 24. Januar 1996   | 29. November 2000 |
| 2   | Juri Chitrin | 1946–2004   | 21. Dezember 2000 | 15. Juni 2004     |
| 3   | Igor Rogow   | * 1950      | 15. Juni 2004     | 11. Dezember 2017 |
| 4   | Qairat Mämi  | * 1954      | 11. Dezember 2017 | 1. Januar 2023    |